# 後物質主義
在社會學中，後物質主義（英語：Postmaterialism）
是個人價值觀從唯物主義、物理和經濟到自主和自我表達（英語：self-expression）的個人價值觀轉變。
這個詞由政治學家羅納德·英格爾哈特（Ronald Inglehart）在他 1977 年出版的The Silent Revolution一書中推廣開來，他在書中闡述，二次世界大戰後幾代人所經歷的形成性富裕導致他們中的一些人認為他們的物質安全是理所當然的，而更加重視非物質目標，如自我表達、自主、言論自由、性別平等和環保主義等。 英格爾哈特認為，隨著繁榮的增加，這種後物質價值將通過代際更替的過程在發達工業社會的公眾中逐漸增加。

## 簡述
後物質主義的社會學理論是由羅納德·英格爾哈特在1970年代發展起來的。經過廣泛的調查研究，英格爾哈特假設他調查範圍內的西方社會正在經歷個人價值觀的轉變，從強調經濟和人身安全的物質主義價值觀轉變為一套新的後物質主義價值觀，轉而強調自主和自我表達。英格爾哈特認為，日益繁榮正在逐漸將發達工業社會的公眾從基本的獲取或物質需求的強調中解放出來。
英格爾哈特觀察到年輕人更有可能接受後物質主義價值觀，他推測這場「無聲的革命」不僅僅是生命週期變化的一個例子，人們隨著年齡的增長變得更加物質主義，而是代際更替導致代際價值觀變化的真實例子。
代際變化理論基於稀缺假說和社會化假說。

### 稀缺假說
英格爾哈特假設個人以類似於等級秩序的方式追求各種目標。雖然人們可能普遍渴望自由和自主，但必須首先滿足最緊迫的物質需求，如飢餓、口渴和人身安全等，因為它們與生存直接相關。根據英格爾哈特對亞伯拉罕·馬斯洛的需求層次理論的解釋，雖然稀缺性普遍存在，但這些物質主義目標將優先於歸屬感、尊重、審美和智性滿足等後物質主義目標。然而，一旦可以認為生存需求的滿足是理所當然的，重心就會逐漸轉移到這些“非物質”目標上。

### 社會化假說
物質條件和價值優先級之間的關係不是一種即時調整的關係。大量證據表明，人的基本價值觀在成年後基本上是固定的，此後變化相對較小。因此，經常經歷經濟匱乏的人群會在其他條件相同的情況下高度重視滿足經濟需求（例如重視經濟增長而不是保護環境）和安全需求（將支持更專制的風格領導層，將表現出強烈的民族自豪感，強烈支持維持一支龐大而強大的軍隊，並且更願意為了法律和秩序而犧牲公民自由）。另一方面，經歷過持續高物質富裕的人群開始高度重視個人進步、個人自由、公民對政府決策的投入、以人為本的社會理想以及保持清潔健康的環境等價值觀。
這兩個假設共同暗示，在長期物質富裕的情況下，社會中越來越多的人將接受後物質主義價值體系，這一暗示在數十年的調查數據中確實在國際上得到了證實。據觀察，每個群體在社會化過程中獲得的後物質取向在幾十年的時間框架內保持非常穩定，與更不穩定的政治和社會態度相比，這是一個更穩定的價值體系。

### 衡量後物質主義
有幾種方法可以根據經驗衡量後物質主義在社會中的傳播。一種常見且相對簡單的方法是根據調查受訪者對一系列旨在衡量個人政治優先事項的項目的回應模式創建一個指數。
“如果你必須在以下事物中做出選擇，你認為哪兩個是最令人嚮往的？
- 維護國家秩序。
- 讓人們在重要的政治決策中有更多發言權。
- 抗擊物價上漲。
- 保護言論自由。

... 基於在這四個項目中做出的選擇，可以將我們的受訪者分為價值優先群體，從“純粹”的獲取類型到“純粹”的後資產階級類型，以及幾個中間類別。 ” 
與後物質主義概念相關的理論假設和實證研究在人文科學中受到了相當大的關注和批判性討論。其中，後物質主義的有效性、穩定性和因果關係受到質疑。
所謂的“英格爾哈特指數”已包含在多項調查中（如General Social Survey、World Values Survey、歐洲晴雨表、Allgemeine Bevölkerungsumfrage der Sozialwissenschaften等）。Allgemeine Bevölkerungsumfrage der Sozialwissenschaften（縮寫作ALLBUS）中的時間序列特別全面。從 1980 年到 1990 年，西德“純粹的後物質主義者”的比例從 13% 增加到 31%。在 1990 年德國統一造成的經濟和社會壓力之後，該比例在 1992 年降至 23%，此後一直保持在該水平。ALLBUS示例來自東德較不富裕人口的調查表明，後物質主義者的比例要低得多（1991 年：15%，1992 年：10%，1998 年：12%）。2000 年World Values Survey的國際數據顯示，澳大利亞(35%) 的後物質主義者比例最高，其次是奧地利(30%)、加拿大(29%)、意大利(28%)、阿根廷(25%)、美國(25 %)、瑞典(22%)、荷蘭(22%)、波多黎各(22%)等。
由於日益增長的後物質主義是基於豐富的物質財富或資源，它不應該與禁慾主義或普遍拒絕消費不分青紅皂白地混在一起。在某種程度上，後物質主義可以被描述為超物質主義。德國的數據表明，年輕人、經濟上相當有保障的公共服務部門和管理中產階級都存在這種傾向。

## 參看
- 國民幸福總值

## 外部連結
- Fifty Possible Ways to Challenge Over-Commercialism （页面存档备份，存于） by Albert J. Fritsch, SJ, PhD